# Krzyż Wojenny Czechosłowacki 1939
Krzyż Wojenny Czechosłowacki 1939 (cz. Československý válečný kříž 1939) – czechosłowackie odznaczenie wojskowe z okresu II wojny światowej.
Odznaczenie zostało ustanowione przez czechosłowacki rząd emigracyjny w Londynie 20 grudnia 1940 roku; treść dekretu ukazała się w dzienniku urzędowym rządu czechosłowackiego nr 4/1941. Dekret ten został potwierdzony 26 stycznia 1946 roku rozporządzeniem Ministra Spraw Wewnętrznych Republiki Czechosłowackiej, a 18 stycznia 1948 roku zmieniono częściowo statut krzyża.

## Zasady nadawania
Krzyż został ustanowiony dla nagrodzenia obywateli i żołnierzy, którzy znaleźli się na emigracji po 15 marca 1939 roku i walczyli o wyzwolenie Czechosłowacji w oddziałach czechosłowackich sił zbrojnych za granicą, wyróżniając się w tej walce męstwem. Mógł być również nadawany cudzoziemcom. W 1948 roku rozszerzono tę listę także na partyzantów walczących na terenie Czechosłowacji.
Krzyż był nadawany w zasadzie jednorazowo, w przypadkach powtórnego nadania odznaczony nie otrzymywał odznaczenia, a jedynie na wstążce umieszczano okucie z brązu w postaci gałązki lipy.

## Wygląd
Odznakę odznaczenia stanowi krzyż o zaostrzonych ramionach o wymiarach 44 × 49 mm. Między ramionami krzyża umieszczone są dwa skrzyżowane miecze. Na awersie w centralnej części krzyża umieszczona jest tarcza z herbem Czechosłowacji. Na rewersie na ramionach krzyża umieszczone są herby części Czechosłowacji: Słowacji, Śląska, Rusi Zakarpackiej i Moraw. W środku krzyża umieszczona jest tarcza, na której w środkowej części znajduje się herb Czech, a po bokach napis 1939.
Medal zawieszony jest na wstążce o szerokości 39 mm, składającej się z pasów kolejno czerwony, biały, niebieski, biały, czerwony. Wstążka składa się z 6 czerwonych, 10 białych i 5 niebieskich pasków. W przypadku powtórnego nadania na wstążce umieszczano wykonaną z brązu nakładkę w postaci gałązki lipy.

## Baretki
| Baretki Krzyża Wojennego Czechosłowackiego 1939 | Baretki Krzyża Wojennego Czechosłowackiego 1939 | Baretki Krzyża Wojennego Czechosłowackiego 1939 | Baretki Krzyża Wojennego Czechosłowackiego 1939 | Baretki Krzyża Wojennego Czechosłowackiego 1939 | Baretki Krzyża Wojennego Czechosłowackiego 1939 |
| ----------------------------------------------- | ----------------------------------------------- | ----------------------------------------------- | ----------------------------------------------- | ----------------------------------------------- | ----------------------------------------------- |
| nadanego pierwszy raz                           | nadanego dwukrotnie                             | nadanego trzykrotnie                            | nadanego czterokrotnie                          | nadanego pięciokrotnie                          |                                                 |